# Paweł Lechowicz
Paweł Lechowicz – polski oficer i dyplomata, w latach 2017–2023 był ambasadorem RP w Kuwejcie, akredytowanym także w Bahrajnie.

## Życiorys
W 1991 ukończył historię na Uniwersytecie Łódzkim, specjalizując się w historii stosunków międzynarodowych. Po uzyskaniu tytułu magistra rozpoczął służbę w Urzędzie Ochrony Państwa. Od 2001 pracował w Najwyższej Izbie Kontroli, gdzie w 2004 ukończył aplikację kontrolerską.
W latach 2006–2008 piastował funkcję zastępcy szefa Agencji Wywiadu w stopniu pułkownika. W latach 2009–2013 pracował jako radca-minister w ambasadzie RP w Waszyngtonie, gdzie zajmował się głównie kwestiami związanymi z bezpieczeństwem, zwłaszcza w rejonie państw Zatoki Perskiej. Po powrocie do kraju objął stanowisko zastępcy dyrektora Inspektoratu Służby Zagranicznej MSZ, a następnie dyrektora Biura Ochrony Informacji Niejawnych. Od grudnia 2017 do 15 czerwca 2023 ambasador RP w Kuwejcie z akredytacją także na Bahrajn.

## Odznaczenia
- Złoty Krzyż Zasługi (2002)[6]
- Srebrny Krzyż Zasługi (2006)[7]
- Brązowy Krzyż Zasługi (1999)[8]
- Złoty Medal „Za zasługi dla obronności kraju”
- Krzyż Kawalerski Orderu Odrodzenia Polski (2017)
- The Legion of Merit